# Allen Shearer
Allen Raymond Shearer (Seattle, estat de Washington, 5 d'octubre, 1943), és un compositor i baríton nord-americà.

## Biografia
Les primeres experiències musicals de Shearer van ser com a cantant; la majoria de les seves obres són per a veu o veus, amb un èmfasi posterior en l'òpera. Amb la seva primera dona, la pianista Barbara Shearer (1936–2005), les actuacions de Shearer incloïen cançons d'art, algunes de les quals eren seves. Va estudiar a la Universitat de Califòrnia a Berkeley, on va obtenir un doctorat, el 1972, i al Mozarteum de Salzburg, Àustria, on va rebre diplomes en cant de concert i òpera. Va ensenyar veu en programes especials a la Universitat de Califòrnia a Berkeley. Entre els seus professors de composició hi havia Fred Lerdahl, Seymour Shifrin, Andrew Imbrie i Max Deutsch, amb qui va estudiar a París. Ha rebut premis en música, com ara la beca Rome Prize, el premi Aaron Copland, el "Sylvia Goldstein Award", una beca Charles Ives, residències a la Colònia MacDowell i beques del "National Endowment for the Arts".

## Estil musical
Quan se li va preguntar sobre el seu estil musical en la discussió anterior a l'estrena de la seva òpera The Dawn Makers el 2009, Shearer va respondre que varia segons les demandes del mitjà. Els crítics també ho descriuen de manera diversa. El "Harvard Biographical Dictionary of Music" observa que la música de Shearer, "tot i que recorda el serialisme de la postguerra en els seus ritmes i textures, es basa en el contrapunt tradicional i en els centres tonals", va trobar la música "melodia i harmoniosa" i de la cantata de Shearer, King Midas, el crític Robert Comtay va escriure:
| « | "Les línies de cant són fluides i flexibles, animades, vives; l'harmonia i la partitura per a un quintet d'instruments i bateria de percussió (dos intèrprets), rica però delicadament." | » |

 A la revista periòdica britànica "Opera", Allan Ulrich va escriure que la partitura de l'òpera de cambra de Shearer The Dawn Makers, 
| « | "una personalitat genuïna. L'òpera, d'una hora de durada, abunda en extensos esclats d'ariosos i bravura i es desplega en un idioma conservador, condimentat amb dissonàncies que elugen perfectament les trampes neoromàntiques que predominen en els cercles de l'òpera nord-americana." | » |

San Francisco Classical Voice,
| « | "La força més gran de la música era la seva capacitat de cantar, atribuïble al fet que el mateix compositor era un vocalista. Jo descriuria l'estil eclèctic de Shearer com més declamatori que líric." | » |

De l'òpera de Shearer Middlemarch in Spring, Janos Gereben va escriure al San Francisco Examiner:
| « | "La música de Shearer és agradablement dissonant, amb un so que s'enganxa a les orelles i memòria. És una música ambigua, aparentment preguntant entre tecles, però aterrant amb seguretat cada vegada." | » |

## Obres recents
- The Singer Josephine (2023), òpera en un acte sobre llibret de Claudia Stevens segons Kafka|
- Einstein at Princeton (2022), òpera en un acte sobre llibret de Claudia Stevens[9]|
- Prospero's Island (2021), òpera en dos actes sobre llibret de Claudia Stevens segons Shakespeare's The Tempest|
- Jackie at Vassar (2019), òpera en un acte sobre llibret de Claudia Stevens|
- Howards End, America (2018), òpera en tres actes sobre llibret de Claudia Stevens segons la novela de E. M. Forster|
- Circe's Pigs (2016), òpera de cambra en un acte sobre llibret de Claudia Stevens|
- Kissing Marfa (2015), òpera còmica en una escena sobre un llibret de Claudia Stevens basat en un conte breu d'Anton Chekhov|
- Middlemarch in Spring (2014), òpera de cambra en dos actes sobre llibret de Claudia Stevens sobre una novela de George Eliot|
- Riddle Me (2010), òpera de cambra en un acte sobre llibret de Claudia Stevens|
- A Very Large Mole (2009), òpera de cambra en un acte sobre llibret de Franz Kafka per Claudia Stevens
- The Dawn Makers (2008), òpera de cambra en un acte sobre llibret de Claudia Stevens|
- The Goddess (1997), òpera en quatre actes sobre llibret i guió del compositor Satyajit Ray

## Obres instrumentals
- Trama (2024) per a clarinet, fagot i piano|
- Escena del bosc (2024) per a violí no acompanyat|
- Nocturn (2023) per a nou violoncels|
- Wink per a conjunt de vent (2023)|
- Duo (2022) per a violí i violoncel|
- Impossible Marriage (2022) per a clarinet, violí i piano|
- Eastbound Traveler (2021) per a quartet mixt|
- Octubre (2020) per a quintet de metalls|
- Early Start (2019) per a flauta, violoncel i piano|
- Thinking Thoughts (2019) per a violí i piano|
- Sea Critter (2016) per a piano sol|
- Road Piece (2015) per a trio de metalls i percussió|
- Intermezzo (2014) per a clarinet sol|
- Footloose (2013) per a flauta, violí i guitarra|
- Roundelay (2011) per a oboè, clarinet i fagot|
- Riff on a Verse (2011) per a violí i percussió|
- Terres (2010) per a piano i trio de corda|
- Forthrights and Meanders (2009) per a violí, violoncel i piano|
- Soliloquy (2009) per a viola sol|
- Bagatelles (2006) per a flauta i clarinet|
- Memory Beams (2005) per a violí i guitarra|

## Obres corals
- Lletres per a cor (2023) per a cor mixt SATB |
- Romanç de matinet (2012) per a cor mixt SATB |
- Escolta. Put on Morning (2011) per a cor mixt SSATB |
- The Holy Innocents (2011) per a cor mixt SSAATTBB |
- Himne a Gaia (2010) per a cor mixt SATB i conjunt de cambra |
- Orpheus in the Underworld (2010) per a cor d'homes TTBB |
- Songs of the Moment (2007) per a cor de dones SSAA |

## Obres vocals
- Echoes (2024) per a soprano, violoncel i piano |
- Duets per a veu i oboè (2024) per a soprano i oboè |
- Plenituds (2022) per a soprano, flauta, viola i guitarra, sobre poemes de Jane Hirshfield |
- Strange Gifts (2022) per a baríton i piano |
- From Spell to Trance (2021) per a soprano i piano |
- The River-Merchant's Wife (2018) per a soprano, flauta, viola i piano|
- Psalm, Lament and Aubade (2018) per a soprano, clarinet i piano|
- November Gold (2017) per a veu mitjana i piano|
- Stories Wind Told to Grass (2015) per a mezzo soprano, flauta, violoncel i piano|
- The Leaves of Another Year (2014) per a baríton, clarinet i guitarra|
- Night Songs II (2009) per a mezzosoprano, viola i piano|
- Learning the Elements (2007) per a mezzosoprano, clarinet, violoncel i piano|
- Night Songs (2005) per a veu mitjana, clarinet/clarinet baix, viola i arpa|
- Com es fan els poemes (2006) per a soprano i piano|
- Secrets (2003) per a mezzo soprano, flauta, violoncel i piano|
- Fables II (2002) per a mezzo soprano o baríton, flauta, guitarra i contrabaix

## Discografia
- Five Poems of Wallace Stevens, "Dimensions", CRS 8944 |
- Nu baixant una escala, "He cantat", Chanticleer Records CR 8810 |
- Bolets, "Amb l'ull d'un poeta", Chanticleer Records CR 8804 |
- La il·lusió de l'eternitat, "L'àlbum de l'aniversari 1978-1988", Chanticleer Records CR 8804 |